# مرسى بريكة
قرية مرسى بريكة هي إحدى القرى التابعة لمركز شرم الشيخ في محافظة جنوب سيناء في جمهورية مصر العربية. حسب إحصاءات سنة 2018، بلغ إجمالي السكان في مرسى بريكة 4 نسمة، منهم رجلان و إمرئتان  و هي أقل قرى مصر سكانا.